# Man Mountain Dean
Frank Simmons Leavitt, noto con il ring name Man Mountain Dean (New York, 30 giugno 1891 – Norcross, 29 maggio 1953), è stato un wrestler statunitense.

## Morte
Nel 1953 Dean morì a causa di un infarto nella sua abitazione di Norcross, in Georgia, all'età di 61 anni, e fu sepolto presso il Marietta National Cemetery.

## Titoli e riconoscimenti
- Professional Wrestling Hall of Fame and Museum
  - Classe del 2021
- Southern California Pro-Wrestling Hall of Fame
  - 2017[1]

## Filmografia
| Anno | Titolo                               | Ruolo                    | Note            |
| ---- | ------------------------------------ | ------------------------ | --------------- |
| 1935 | Tentazione bionda (Reckless)         | se stesso                |                 |
| 1935 | We're in the Money                   | se stesso                |                 |
| 1935 | Cappy Ricks Returns                  | uno degli uomini di Bill | Non accreditato |
| 1937 | Three Legionnaires                   | Ivan                     |                 |
| 1937 | La grande città (Big City)           | se stesso                |                 |
| 1938 | Eroe per forza (The Gladiator)       | se stesso                |                 |
| 1949 | Il re dell'Africa (Mighty Joe Young) | forzuto                  | Non accreditato |